# 진국이
진국이(본명: 김명성, 1960년 12월 7일 ~ )는 대한민국의 가수이다.

## 음반
- 2003년 진국이
- 2008년 진짜 멋쟁이 Upgrade
- 2012년 꼭 붙잡고 싶어요 / 여자의 마음
- 2012년 여자의 마음 2013 New Ver

## 방송
- KBS광주 해피FM 《빛고을 가요 차차차》 - DJ

## 수상
- 2007년 제15회 한국인기연예대상 전통가요 신인가수상